# Plavnik
Plavnik is een klein eiland gelegen in de Adriatische Zee (Kvarner baai), behorend tot Kroatië.
Het eiland ligt tussen de twee eilanden Krk en Cres. Het is onbewoond en heeft baaien met strandjes, populair bij watersporters.
Bovenop Plavnik bevinden zich enkele onbewoonde woningen en stallen. Er is schapenteelt, de dieren lopen vrij rond.